# فرانسیسکو پاگاسائورتوندوآ
فرانسیسکو پاگاسائورتوندوآ (اسپانیایی: Francisco Pagazaurtundúa‎; ۳۰ اکتبر ۱۸۹۵ – ۱۸ نوامبر ۱۹۵۸) بازیکن و مربی فوتبال اهل اسپانیا بود.
از باشگاه‌هایی که در آن بازی کرده‌است می‌توان به باشگاه فوتبال اتلتیکو مادرید و باشگاه فوتبال راسینگ سانتاندر اشاره کرد.